# Thomas Atcitty
Thomas Atcitty (Shiprock (Nou Mèxic), 11 d'octubre de 1933 – 11 d'octubre de 2020) fou el tercer president de la Nació Navajo, servint de febrer de 1998 fins a juny de 1998.
Atcitty, membre registrat de la tribu navajo, era el segon dels 12 fills nascuts de James i Priscilla (nascuda Clahchischilly) Atcitty. Veterà del Cos de Marines dels Estats Units i graduat a la Taylor University, Atcitty fou instrumental en l'obertura d'un magatzem Fedmart a Window Rock en la dècada de 1960, que ha generat el creixement econòmic de la tribu.
Va servir com a vicepresident i president del Navajo Community College (ara Diné College), l'únic centre universitari gestionat per amerindis als Estats Units. També va servir com a director de la Navajo Academy a Farmington (Nou Mèxic).
Atcitty fou elegit vicepresident de la Nació Navajo el 1995, amb Albert Hale com a President. Tanmateix en febrer de 1998 Hale va dimitir del seu càrrec per diversos escàndols inclòs despeses inadequades, acceptar regals i tenir una relació sexual mentre era en el càrrec. Atcitty va prestar jurament per servir la resta del terme. El juliol del 1998 Atcitty també es va veure obligat a renunciar per l'acceptació de regals d'empreses.